# Katla Tryggvadóttir
Katla Tryggvadóttir, född den 5 maj 2005, är en isländsk fotbollsspelare. Hon representerar damallsvenska Kristianstads DFF och det isländska landslaget.

## Biografi
Tryggvadóttir inledde sin seniorkarriär i det isländska laget Valur Reykjavík år 2021. 2024 valde hon att flytta till Kristianstads DFF. Hon har även representerat det isländska damlandslaget där hon debuterade 2024.